# Tour da Ilha de Chongming de 2019
A 13.ª edição do Tour da Ilha de Chongming (oficialmente: 2019年环崇明岛  e em inglês: Tour of Chongming Island UCI Women's World Tour) celebrou-se na China entre o 9 e o 11 de maio de 2019. A carreira constou de um total de 3 etapas percorrendo as ilhas de Chongming e Changxing sobre uma distância total de 347,7 km.
A prova fez parte do UCI World Tour Feminino de 2019 como concorrência de categoria 1.wwT do calendário ciclístico de máximo nível mundial sendo a décima carreira de dito circuito. A ganhadora foi a neerlandesa Lorena Wiebes do Parkhotel Valkenburg, que ademais ganhou todas as etapas. Acompanharam-na no pódio a tailandesa Jutatip Maneephan da Thailand Women's e a belga Lotte Kopecky da Lotto Soudal Ladies.

## Equipas participantes
Tomaram parte na carreira um total de 18 equipas convidadas pela organização dos quais 16 correspondem a equipas de categoria UCI Team Feminino e 2 selecções nacionais, quem conformaram um pelotão de 99 ciclistas das quais terminaram 90. As equipas participantes foram:
| Equipes femininas profissionais (16)- BTC City Ljubljana - China Liv - Cogeas-Mettler - Doltcini-Van Eyck Sport - Hitec Products - Lotto Soudal Ladies - Lviv Cycling Team - Massi Tactic - Minsk Cycling Club - Mitchelton-Scott - Parkhotel Valkenburg-Destil - Servetto-Piumate-Beltrami TSA - Team Illuminate - Thailand Women's Cycling Team - Tibco-Silicon Valley Bank - WNT-Rotor Pro Cycling Equipes nacionais (2)- China - Hong Kong |
| |

## Etapas
| Etapa | Data    | Percurso                     | type        | Distância (km) | Vencedor      | Líder geral   |
| ----- | ------- | ---------------------------- | ----------- | -------------- | ------------- | ------------- |
| 1     | 9 mai.  | Chongming – Chongming        | etapa plana | 102,7          | Lorena Wiebes | Lorena Wiebes |
| 2     | 10 mai. | Changxing County – Chongming | etapa plana | 126,6          | Lorena Wiebes | Lorena Wiebes |
| 3     | 11 mai. | Chongming – Chongming        | etapa plana | 118,4          | Lorena Wiebes | Lorena Wiebes |

## Desenvolvimento da carreira

### 1.ª etapa
| Chongming - Chongming | etapa plana | (102,7 km) |

| \| Classificação por etapas \| Classificação por etapas \| Classificação por etapas \| Classificação por etapas \| Classificação por etapas \| \| Ciclista \| Ciclista \| Equipe \| Tempo \| \| \| ------------------------ \| ------------------------ \| ------------------------- \| ------------------------ \| ------------------------ \| \| 1. \| Lorena Wiebes \| Parkhotel Valkenburg \| 2h29m29s \| \| \| 2. \| Lotte Kopecky \| Lotto Soudal Ladies \| + 0s \| \| \| 3. \| Nina Kessler \| Tibco-Silicon Valley Bank \| + 0s \| \| \| 4. \| Lucy van der Haar \| Hitec Products-Birk Sport \| + 0s \| \| \| 5. \| Marta Tagliaferro \| Hitec Products-Birk Sport \| + 0s \| \| \| 6. \| Sarah Roy \| Mitchelton-Scott \| + 0s \| \| \| 7. \| Tatsiana Sharakova \| Minsk Cycling Club \| + 0s \| \| \| 8. \| Saartje Vandenbroucke \| Doltcini-Van Eyck Sport \| + 0s \| \| \| 9. \| Demi de Jong \| Lotto Soudal Ladies \| + 0s \| \| \| 10. \| Valeriya Kononenko \| Lviv Cycling Team \| + 0s \| \| |                       |                           |          |
| |                       |                           |          |
| Fonte: ProCyclingStats |                       |                           |          |
| Classificação por etapas |                       |                           |          |
| Ciclista | Ciclista              | Equipe                    | Tempo    |
| 1. | Lorena Wiebes         | Parkhotel Valkenburg      | 2h29m29s |
| 2. | Lotte Kopecky         | Lotto Soudal Ladies       | + 0s     |
| 3. | Nina Kessler          | Tibco-Silicon Valley Bank | + 0s     |
| 4. | Lucy van der Haar     | Hitec Products-Birk Sport | + 0s     |
| 5. | Marta Tagliaferro     | Hitec Products-Birk Sport | + 0s     |
| 6. | Sarah Roy             | Mitchelton-Scott          | + 0s     |
| 7. | Tatsiana Sharakova    | Minsk Cycling Club        | + 0s     |
| 8. | Saartje Vandenbroucke | Doltcini-Van Eyck Sport   | + 0s     |
| 9. | Demi de Jong          | Lotto Soudal Ladies       | + 0s     |
| 10. | Valeriya Kononenko    | Lviv Cycling Team         | + 0s     |

| \| Classificação geral \| Classificação geral \| Classificação geral \| Classificação geral \| Classificação geral \| \| Ciclista \| Ciclista \| Equipe \| Tempo \| \| \| ------------------- \| --------------------- \| ----------------------------- \| ------------------- \| ------------------- \| \| 1. \| Lorena Wiebes \| Parkhotel Valkenburg \| 2h29m14s \| \| \| 2. \| Lotte Kopecky \| Lotto Soudal Ladies \| + 7s \| \| \| 3. \| Nina Kessler \| Tibco-Silicon Valley Bank \| + 11s \| \| \| 4. \| Jutatip Maneephan \| Thailand Women's cycling team \| + 11s \| \| \| 5. \| Marta Tagliaferro \| Hitec Products-Birk Sport \| + 14s \| \| \| 6. \| Lucy van der Haar \| Hitec Products-Birk Sport \| + 15s \| \| \| 7. \| Sarah Roy \| Mitchelton-Scott \| + 15s \| \| \| 8. \| Tatsiana Sharakova \| Minsk Cycling Club \| + 15s \| \| \| 9. \| Saartje Vandenbroucke \| Doltcini-Van Eyck Sport \| + 15s \| \| \| 10. \| Demi de Jong \| Lotto Soudal Ladies \| + 15s \| \| |                       |                               |          |
| |                       |                               |          |
| Fonte: ProCyclingStats |                       |                               |          |
| Classificação geral |                       |                               |          |
| Ciclista | Ciclista              | Equipe                        | Tempo    |
| 1. | Lorena Wiebes         | Parkhotel Valkenburg          | 2h29m14s |
| 2. | Lotte Kopecky         | Lotto Soudal Ladies           | + 7s     |
| 3. | Nina Kessler          | Tibco-Silicon Valley Bank     | + 11s    |
| 4. | Jutatip Maneephan     | Thailand Women's cycling team | + 11s    |
| 5. | Marta Tagliaferro     | Hitec Products-Birk Sport     | + 14s    |
| 6. | Lucy van der Haar     | Hitec Products-Birk Sport     | + 15s    |
| 7. | Sarah Roy             | Mitchelton-Scott              | + 15s    |
| 8. | Tatsiana Sharakova    | Minsk Cycling Club            | + 15s    |
| 9. | Saartje Vandenbroucke | Doltcini-Van Eyck Sport       | + 15s    |
| 10. | Demi de Jong          | Lotto Soudal Ladies           | + 15s    |

### 2.ª etapa
| Changxing County - Chongming | etapa plana | (126,6 km) |

| \| Classificação por etapas \| Classificação por etapas \| Classificação por etapas \| Classificação por etapas \| Classificação por etapas \| \| Ciclista \| Ciclista \| Equipe \| Tempo \| \| \| ------------------------ \| ------------------------- \| ----------------------------- \| ------------------------ \| ------------------------ \| \| 1. \| Lorena Wiebes \| Parkhotel Valkenburg \| 3h05m25s \| \| \| 2. \| Jutatip Maneephan \| Thailand Women's cycling team \| + 0s \| \| \| 3. \| Lucy van der Haar \| Hitec Products-Birk Sport \| + 0s \| \| \| 4. \| Nina Kessler \| Tibco-Silicon Valley Bank \| + 0s \| \| \| 5. \| Pascale Jeuland-Tranchant \| Doltcini-Van Eyck Sport \| + 0s \| \| \| 6. \| Marta Tagliaferro \| Hitec Products-Birk Sport \| + 0s \| \| \| 7. \| Lotte Kopecky \| Lotto Soudal Ladies \| + 0s \| \| \| 8. \| Mia Radotić \| BTC City Ljubljana \| + 0s \| \| \| 9. \| Zhao Xisha \| China Liv Pro Cycling \| + 0s \| \| \| 10. \| Kelly Markus \| \| + 0s \| \| |                           |                               |          |
| |                           |                               |          |
| Fonte: ProCyclingStats |                           |                               |          |
| Classificação por etapas |                           |                               |          |
| Ciclista | Ciclista                  | Equipe                        | Tempo    |
| 1. | Lorena Wiebes             | Parkhotel Valkenburg          | 3h05m25s |
| 2. | Jutatip Maneephan         | Thailand Women's cycling team | + 0s     |
| 3. | Lucy van der Haar         | Hitec Products-Birk Sport     | + 0s     |
| 4. | Nina Kessler              | Tibco-Silicon Valley Bank     | + 0s     |
| 5. | Pascale Jeuland-Tranchant | Doltcini-Van Eyck Sport       | + 0s     |
| 6. | Marta Tagliaferro         | Hitec Products-Birk Sport     | + 0s     |
| 7. | Lotte Kopecky             | Lotto Soudal Ladies           | + 0s     |
| 8. | Mia Radotić               | BTC City Ljubljana            | + 0s     |
| 9. | Zhao Xisha                | China Liv Pro Cycling         | + 0s     |
| 10. | Kelly Markus              |                               | + 0s     |

| \| Classificação geral \| Classificação geral \| Classificação geral \| Classificação geral \| Classificação geral \| \| Ciclista \| Ciclista \| Equipe \| Tempo \| \| \| ------------------- \| ------------------------- \| ----------------------------- \| ------------------- \| ------------------- \| \| 1. \| Lorena Wiebes \| Parkhotel Valkenburg \| 5h34m25s \| \| \| 2. \| Jutatip Maneephan \| Thailand Women's cycling team \| + 17s \| \| \| 3. \| Lotte Kopecky \| Lotto Soudal Ladies \| + 20s \| \| \| 4. \| Lucy van der Haar \| Hitec Products-Birk Sport \| + 25s \| \| \| 5. \| Nina Kessler \| Tibco-Silicon Valley Bank \| + 25s \| \| \| 6. \| Tatsiana Sharakova \| Minsk Cycling Club \| + 26s \| \| \| 7. \| Sarah Roy \| Mitchelton-Scott \| + 27s \| \| \| 8. \| Marta Tagliaferro \| Hitec Products-Birk Sport \| + 28s \| \| \| 9. \| Pascale Jeuland-Tranchant \| Doltcini-Van Eyck Sport \| + 29s \| \| \| 10. \| Monique van de Ree \| BTC City Ljubljana \| + 29s \| \| |                           |                               |          |
| |                           |                               |          |
| Fonte: ProCyclingStats |                           |                               |          |
| Classificação geral |                           |                               |          |
| Ciclista | Ciclista                  | Equipe                        | Tempo    |
| 1. | Lorena Wiebes             | Parkhotel Valkenburg          | 5h34m25s |
| 2. | Jutatip Maneephan         | Thailand Women's cycling team | + 17s    |
| 3. | Lotte Kopecky             | Lotto Soudal Ladies           | + 20s    |
| 4. | Lucy van der Haar         | Hitec Products-Birk Sport     | + 25s    |
| 5. | Nina Kessler              | Tibco-Silicon Valley Bank     | + 25s    |
| 6. | Tatsiana Sharakova        | Minsk Cycling Club            | + 26s    |
| 7. | Sarah Roy                 | Mitchelton-Scott              | + 27s    |
| 8. | Marta Tagliaferro         | Hitec Products-Birk Sport     | + 28s    |
| 9. | Pascale Jeuland-Tranchant | Doltcini-Van Eyck Sport       | + 29s    |
| 10. | Monique van de Ree        | BTC City Ljubljana            | + 29s    |

### 3.ª etapa
| Chongming - Chongming | etapa plana | (118,4 km) |

| \| Classificação por etapas \| Classificação por etapas \| Classificação por etapas \| Classificação por etapas \| Classificação por etapas \| \| Ciclista \| Ciclista \| Equipe \| Tempo \| \| \| ------------------------ \| ------------------------ \| ----------------------------- \| ------------------------ \| ------------------------ \| \| 1. \| Lorena Wiebes \| Parkhotel Valkenburg \| 2h52m01s \| \| \| 2. \| Jutatip Maneephan \| Thailand Women's cycling team \| + 0s \| \| \| 3. \| Lotte Kopecky \| Lotto Soudal Ladies \| + 0s \| \| \| 4. \| Zhao Xisha \| China Liv Pro Cycling \| + 0s \| \| \| 5. \| Lucy van der Haar \| Hitec Products-Birk Sport \| + 0s \| \| \| 6. \| Sarah Roy \| Mitchelton-Scott \| + 0s \| \| \| 7. \| Bryony van Velzen \| Doltcini-Van Eyck Sport \| + 0s \| \| \| 8. \| Lonneke Uneken \| Hitec Products-Birk Sport \| + 0s \| \| \| 9. \| Nina Kessler \| Tibco-Silicon Valley Bank \| + 0s \| \| \| 10. \| Lara Vieceli \| WNT-Rotor Pro Cycling \| + 0s \| \| |                   |                               |          |
| |                   |                               |          |
| Fonte: ProCyclingStats |                   |                               |          |
| Classificação por etapas |                   |                               |          |
| Ciclista | Ciclista          | Equipe                        | Tempo    |
| 1. | Lorena Wiebes     | Parkhotel Valkenburg          | 2h52m01s |
| 2. | Jutatip Maneephan | Thailand Women's cycling team | + 0s     |
| 3. | Lotte Kopecky     | Lotto Soudal Ladies           | + 0s     |
| 4. | Zhao Xisha        | China Liv Pro Cycling         | + 0s     |
| 5. | Lucy van der Haar | Hitec Products-Birk Sport     | + 0s     |
| 6. | Sarah Roy         | Mitchelton-Scott              | + 0s     |
| 7. | Bryony van Velzen | Doltcini-Van Eyck Sport       | + 0s     |
| 8. | Lonneke Uneken    | Hitec Products-Birk Sport     | + 0s     |
| 9. | Nina Kessler      | Tibco-Silicon Valley Bank     | + 0s     |
| 10. | Lara Vieceli      | WNT-Rotor Pro Cycling         | + 0s     |

## Classificações finais
As classificações finalizaram da seguinte forma:

### Classificação geral
| \| Classificação geral \| Classificação geral \| Classificação geral \| Classificação geral \| Classificação geral \| \| Ciclista \| Ciclista \| Equipe \| Tempo \| \| \| ------------------- \| ------------------------- \| ----------------------------- \| ------------------- \| ------------------- \| \| 1. \| Lorena Wiebes \| Parkhotel Valkenburg \| 8h26m14s \| \| \| 2. \| Jutatip Maneephan \| Thailand Women's cycling team \| + 22s \| \| \| 3. \| Lotte Kopecky \| Lotto Soudal Ladies \| + 27s \| \| \| 4. \| Nina Kessler \| Tibco-Silicon Valley Bank \| + 35s \| \| \| 5. \| Lucy van der Haar \| Hitec Products-Birk Sport \| + 37s \| \| \| 6. \| Marta Tagliaferro \| Hitec Products-Birk Sport \| + 37s \| \| \| 7. \| Tatsiana Sharakova \| Minsk Cycling Club \| + 38s \| \| \| 8. \| Maaike Boogaard \| BTC City Ljubljana \| + 38s \| \| \| 9. \| Valeriya Kononenko \| Lviv Cycling Team \| + 39s \| \| \| 10. \| Pascale Jeuland-Tranchant \| Doltcini-Van Eyck Sport \| + 41s \| \| |                           |                               |          |
| |                           |                               |          |
| Fonte: ProCyclingStats |                           |                               |          |
| Classificação geral |                           |                               |          |
| Ciclista | Ciclista                  | Equipe                        | Tempo    |
| 1. | Lorena Wiebes             | Parkhotel Valkenburg          | 8h26m14s |
| 2. | Jutatip Maneephan         | Thailand Women's cycling team | + 22s    |
| 3. | Lotte Kopecky             | Lotto Soudal Ladies           | + 27s    |
| 4. | Nina Kessler              | Tibco-Silicon Valley Bank     | + 35s    |
| 5. | Lucy van der Haar         | Hitec Products-Birk Sport     | + 37s    |
| 6. | Marta Tagliaferro         | Hitec Products-Birk Sport     | + 37s    |
| 7. | Tatsiana Sharakova        | Minsk Cycling Club            | + 38s    |
| 8. | Maaike Boogaard           | BTC City Ljubljana            | + 38s    |
| 9. | Valeriya Kononenko        | Lviv Cycling Team             | + 39s    |
| 10. | Pascale Jeuland-Tranchant | Doltcini-Van Eyck Sport       | + 41s    |

### Classificação por pontos
| Classificação por pontos | Classificação por pontos  | Classificação por pontos      | Classificação por pontos | Classificação por pontos |
| Ciclista                 | Ciclista                  | Equipe                        | Pontos                   |                          |
| ------------------------ | ------------------------- | ----------------------------- | ------------------------ | ------------------------ |
| 1.                       | Lorena Wiebes             | Parkhotel Valkenburg          | 59 pts                   |                          |
| 2.                       | Jutatip Maneephan         | Thailand Women's cycling team | 34 pts                   |                          |
| 3.                       | Lotte Kopecky             | Lotto Soudal Ladies           | 31 pts                   |                          |
| 4.                       | Lucy van der Haar         | Hitec Products-Birk Sport     | 24 pts                   |                          |
| 5.                       | Nina Kessler              | Tibco-Silicon Valley Bank     | 23 pts                   |                          |
| 6.                       | Marta Tagliaferro         | Hitec Products-Birk Sport     | 17 pts                   |                          |
| 7.                       | Sarah Roy                 | Mitchelton-Scott              | 14 pts                   |                          |
| 8.                       | Zhao Xisha                | China Liv Pro Cycling         | 10 pts                   |                          |
| 9.                       | Tatsiana Sharakova        | Minsk Cycling Club            | 9 pts                    |                          |
| 10.                      | Pascale Jeuland-Tranchant | Doltcini-Van Eyck Sport       | 6 pts                    |                          |

### Classificação da montanha
| Classificação da montanha | Classificação da montanha | Classificação da montanha | Classificação da montanha | Classificação da montanha |
| Ciclista                  | Ciclista                  | Equipe                    | Pontos                    |                           |
| ------------------------- | ------------------------- | ------------------------- | ------------------------- | ------------------------- |
| 1.                        | Nina Kessler              | Tibco-Silicon Valley Bank | 2 pts                     |                           |
| 2.                        | Hanna Tserakh             | Minsk Cycling Club        | 1 pt                      |                           |

### Classificação da melhor jovem
| Classificação dos jovens | Classificação dos jovens | Classificação dos jovens      | Classificação dos jovens | Classificação dos jovens |
| Ciclista                 | Ciclista                 | Equipe                        | Tempo                    |                          |
| ------------------------ | ------------------------ | ----------------------------- | ------------------------ | ------------------------ |
| 1.                       | Lorena Wiebes            | Parkhotel Valkenburg          | 8h26m14s                 |                          |
| 2.                       | Maaike Boogaard          | BTC City Ljubljana            | + 38s                    |                          |
| 3.                       | Lonneke Uneken           | Hitec Products-Birk Sport     | + 41s                    |                          |
| 4.                       | Lin Lea Teutenberg       | WNT-Rotor Pro Cycling         | + 41s                    |                          |
| 5.                       | Victoire Berteau         | Doltcini-Van Eyck Sport       | + 41s                    |                          |
| 6.                       | Teresa Ripoll Sabate     | Massi Tactic                  | + 41s                    |                          |
| 7.                       | Ingvild Gåskjenn         | Hitec Products-Birk Sport     | + 41s                    |                          |
| 8.                       | Markéta Hájková          | Servetto-Piumate-Beltrami TSA | + 41s                    |                          |
| 9.                       | Pernille Larsen Feldmann | Hitec Products-Birk Sport     | + 41s                    |                          |
| 10.                      | Alina Abramenko          | Minsk Cycling Club            | + 41s                    |                          |

## Evolução das classificações
| Etapa                 | Vencedora             | Classificação geral | Classificação por pontos | Classificação da montanha | Classificação das jovens | Classificação da melhor asiática |
| --------------------- | --------------------- | ------------------- | ------------------------ | ------------------------- | ------------------------ | -------------------------------- |
| 1.ª                   | Lorena Wiebes         | Lorena Wiebes       | Lorena Wiebes            | Nina Kessler              | Lorena Wiebes            | Jutatip Maneephan                |
| 2.ª                   | Lorena Wiebes         | Lorena Wiebes       | Lorena Wiebes            | Nina Kessler              | Lorena Wiebes            | Jutatip Maneephan                |
| 3.ª                   | Lorena Wiebes         | Lorena Wiebes       | Lorena Wiebes            | Nina Kessler              | Lorena Wiebes            | Jutatip Maneephan                |
| Classificações finais | Classificações finais | Lorena Wiebes       | Lorena Wiebes            | Nina Kessler              | Lorena Wiebes            | Jutatip Maneephan                |

## Ciclistas participantes e posições finais
| Mitchelton-Scott MTS | Mitchelton-Scott MTS  | Mitchelton-Scott MTS |
| -------------------- | --------------------- | -------------------- |
| Num                  | Ciclista              | Pos                  |
| 1                    | Sarah Roy (AUS)       | 72.                  |
| 3                    | Jessica Allen (AUS)   | 71.                  |
| 4                    | Grace Brown (AUS)     | DNF-1                |
| 5                    | Moniek Tenniglo (NED) | 50.                  |
| 6                    | Alexandra Manly (AUS) | 78.                  |

| WNT-Rotor Pro Cycling WNT | WNT-Rotor Pro Cycling WNT     | WNT-Rotor Pro Cycling WNT |
| ------------------------- | ----------------------------- | ------------------------- |
| Num                       | Ciclista                      | Pos                       |
| 11                        | Lin Lea Teutenberg (GER)      | 19.                       |
| 12                        | Sarah Rijkes (AUT)            | 23.                       |
| 13                        | Lara Vieceli (ITA)            | 14.                       |
| 14                        | Gabrielle Pilote Fortin (CAN) | 64.                       |
| 15                        | Anna Badegruber (AUT)         | 61.                       |

| Tibco-Silicon Valley Bank TIB | Tibco-Silicon Valley Bank TIB | Tibco-Silicon Valley Bank TIB |
| ----------------------------- | ----------------------------- | ----------------------------- |
| Num                           | Ciclista                      | Pos                           |
| 21                            | Nicolle Bruderer (GUA)        | 89.                           |
| 22                            | Nina Kessler (NED)            | 4.                            |
| 23                            | Sharlotte Lucas (NZL)         | 28.                           |
| 24                            | Shannon Malseed (AUS)         | 66.                           |
| 26                            | Rozanne Slik (NED)            | 29.                           |

| Cogeas-Mettler-Look Pro Cycling Team CGS | Cogeas-Mettler-Look Pro Cycling Team CGS | Cogeas-Mettler-Look Pro Cycling Team CGS |
| ---------------------------------------- | ---------------------------------------- | ---------------------------------------- |
| Num                                      | Ciclista                                 | Pos                                      |
| 31                                       | Ekaterina Knebeleva (UZB)                | 54.                                      |
| 32                                       | Renata Baymetova (UZB)                   | 65.                                      |
| 33                                       | Gulnaz Khatuntseva (RUS)                 | 88.                                      |
| 34                                       | Olga Zabelinskaya (UZB)                  | 25.                                      |

| BTC City Ljubljana BTC | BTC City Ljubljana BTC   | BTC City Ljubljana BTC |
| ---------------------- | ------------------------ | ---------------------- |
| Num                    | Ciclista                 | Pos                    |
| 41                     | Mia Radotić (CRO)        | 16.                    |
| 42                     | Anastasia Chursina (RUS) | NP-2                   |
| 43                     | Urška Bravec (SLO)       | 55.                    |
| 44                     | Hayley Simmonds (GBR)    | 56.                    |
| 45                     | Monique van de Ree (NED) | 11.                    |
| 46                     | Maaike Boogaard (NED)    | 8.                     |

| Parkhotel Valkenburg PHV | Parkhotel Valkenburg PHV     | Parkhotel Valkenburg PHV |
| ------------------------ | ---------------------------- | ------------------------ |
| Num                      | Ciclista                     | Pos                      |
| 51                       | Lorena Wiebes (NED)          | 1.                       |
| 52                       | Esther van Veen (NED)        | 75.                      |
| 53                       | Femke Markus (NED)           | 80.                      |
| 54                       | Janine van der Meer (NED)    | 86.                      |
| 55                       | Meike Uiterwijk Winkel (NED) | 74.                      |

| Lotto Soudal Ladies LSL | Lotto Soudal Ladies LSL      | Lotto Soudal Ladies LSL |
| ----------------------- | ---------------------------- | ----------------------- |
| Num                     | Ciclista                     | Pos                     |
| 61                      | Annelies Dom (BEL) (estrada) | 42.                     |
| 62                      | Lotte Kopecky (BEL)          | 3.                      |
| 63                      | Danique Braam (NED)          | 24.                     |
| 64                      | Demi de Jong (NED)           | 17.                     |
| 65                      | Chantal Hoffmann (LUX)       | 73.                     |
| 66                      | Nguyễn Thị Thật (VIE)        | 35.                     |

| Massi Tactic MAT | Massi Tactic MAT                | Massi Tactic MAT |
| ---------------- | ------------------------------- | ---------------- |
| Num              | Ciclista                        | Pos              |
| 71               | Teresa Ripoll Sabate (ESP)      | 26.              |
| 72               | Mireia Benito (ESP)             | NP-2             |
| 73               | Noemi Ferre (ESP)               | 87.              |
| 74               | Elisabet Escursell Valero (ESP) | 81.              |
| 75               | Nekane Gomez (ESP)              | 85.              |
| 76               | Belén López (ESP)               | 32.              |

| Doltcini-Van Eyck Sport DVE | Doltcini-Van Eyck Sport DVE     | Doltcini-Van Eyck Sport DVE |
| --------------------------- | ------------------------------- | --------------------------- |
| Num                         | Ciclista                        | Pos                         |
| 81                          | Bryony van Velzen (NED)         | 13.                         |
| 82                          | Victoire Berteau (FRA)          | 22.                         |
| 83                          | Pascale Jeuland-Tranchant (FRA) | 10.                         |
| 84                          | Daniela Reis (POR) (estrada)    | 69.                         |

| sem equipe ___ | sem equipe ___     | sem equipe ___ |
| -------------- | ------------------ | -------------- |
| Num            | Ciclista           | Pos            |
| 85             | Kelly Markus (NED) | 18.            |

| Doltcini-Van Eyck Sport DVE | Doltcini-Van Eyck Sport DVE | Doltcini-Van Eyck Sport DVE |
| --------------------------- | --------------------------- | --------------------------- |
| Num                         | Ciclista                    | Pos                         |
| 86                          | Saartje Vandenbroucke (BEL) | NP-3                        |

| Minsk Cycling Club MCC | Minsk Cycling Club MCC     | Minsk Cycling Club MCC |
| ---------------------- | -------------------------- | ---------------------- |
| Num                    | Ciclista                   | Pos                    |
| 91                     | Nastassia Kiptsikava (BLR) | NP-2                   |
| 92                     | Taisa Naskovich (BLR)      | 36.                    |
| 93                     | Tatsiana Sharakova (BLR)   | 7.                     |
| 94                     | Hanna Tserakh (BLR)        | 41.                    |
| 95                     | Alina Abramenko (BLR)      | 38.                    |

| Hitec Products-Birk Sport HPU | Hitec Products-Birk Sport HPU  | Hitec Products-Birk Sport HPU |
| ----------------------------- | ------------------------------ | ----------------------------- |
| Num                           | Ciclista                       | Pos                           |
| 101                           | Lucy van der Haar (GBR)        | 5.                            |
| 102                           | Ingvild Gåskjenn (NOR)         | 30.                           |
| 103                           | Marta Tagliaferro (ITA)        | 6.                            |
| 104                           | Grace Garner (GBR)             | DNF-1                         |
| 105                           | Lonneke Uneken (NED)           | 15.                           |
| 106                           | Pernille Larsen Feldmann (NOR) | 37.                           |

| Servetto-Piumate-Beltrami TSA SER | Servetto-Piumate-Beltrami TSA SER | Servetto-Piumate-Beltrami TSA SER |
| --------------------------------- | --------------------------------- | --------------------------------- |
| Num                               | Ciclista                          | Pos                               |
| 111                               | Kseniya Dobrynina (RUS)           | 31.                               |
| 112                               | Anna Potokina (RUS)               | 52.                               |
| 113                               | Mónika Király (HUN)               | 43.                               |
| 114                               | Francesca Balducci (ITA)          | 51.                               |
| 115                               | Aleksandra Goncharova (RUS)       | 20.                               |
| 116                               | Markéta Hájková (CZE)             | 34.                               |

| Thailand Women's cycling team TWC | Thailand Women's cycling team TWC | Thailand Women's cycling team TWC |
| --------------------------------- | --------------------------------- | --------------------------------- |
| Num                               | Ciclista                          | Pos                               |
| 121                               | Chanpeng Nontasin (THA)           | 70.                               |
| 122                               | Jutatip Maneephan (THA)           | 2.                                |
| 123                               | Supaksorn Nuntana (THA)           | 48.                               |
| 124                               | Chaniporn Batriya (THA)           | 62.                               |
| 125                               | Phetdarin Somrat (THA)            | HD-1                              |
| 126                               | Sarocha Kamonkhon (THA)           | 53.                               |

| China Liv Pro Cycling GPC | China Liv Pro Cycling GPC | China Liv Pro Cycling GPC |
| ------------------------- | ------------------------- | ------------------------- |
| Num                       | Ciclista                  | Pos                       |
| 131                       | Zhao Xisha (CHN)          | 12.                       |
| 132                       | Wu Peixiao (CHN)          | 68.                       |
| 133                       | Li Jiaqi (CHN)            | 40.                       |
| 134                       | Siying Lu (CHN)           | 82.                       |
| 135                       | Pu Yixian (CHN)           | 33.                       |
| 136                       | Liang Hongyu (CHN)        | 83.                       |

| Lviv Cycling Team LCW | Lviv Cycling Team LCW    | Lviv Cycling Team LCW |
| --------------------- | ------------------------ | --------------------- |
| Num                   | Ciclista                 | Pos                   |
| 141                   | Oksana Kliachina (UKR)   | 79.                   |
| 142                   | Valeriya Kononenko (UKR) | 9.                    |
| 143                   | Olena Sharha (UKR)       | 46.                   |
| 144                   | Anna Nahirna (UKR)       | 47.                   |
| 145                   | Julia Biryukova (UKR)    | 49.                   |
| 146                   | Hanna Solovey (UKR)      | 27.                   |

| Team Illuminate ILU | Team Illuminate ILU     | Team Illuminate ILU |
| ------------------- | ----------------------- | ------------------- |
| Num                 | Ciclista                | Pos                 |
| 151                 | Kulacha Chairin (THA)   | 60.                 |
| 152                 | Tatiana Dueñas (COL)    | 77.                 |
| 153                 | Daphne Karagianis (USA) | 76.                 |
| 154                 | Jessenia Meneses (COL)  | 59.                 |
| 155                 | Alexandra Millard (USA) | DNF-2               |

| China CHN | China CHN  | China CHN |
| --------- | ---------- | --------- |
| Num       | Ciclista   | Pos       |
| 161       | Sun Jiajun | 21.       |
| 162       | Liu Zixin  | 39.       |
| 163       | Xiuyan Lu  | 45.       |
| 164       | Lu Mei     | 57.       |
| 166       | Yuan Sun   | 63.       |

| Hong Kong HKG | Hong Kong HKG  | Hong Kong HKG |
| ------------- | -------------- | ------------- |
| Num           | Ciclista       | Pos           |
| 171           | Yang Qianyu    | 67.           |
| 172           | Pang Yao       | 58.           |
| 173           | Leung Wing Yee | 44.           |
| 174           | Yin Yu Ma      | 90.           |
| 175           | Leung Hoi Wah  | DNF-2         |
| 176           | Sze Wing Ng    | 84.           |

| Mitchelton-Scott MTS | Mitchelton-Scott MTS  | Mitchelton-Scott MTS |
| -------------------- | --------------------- | -------------------- |
| Num                  | Ciclista              | Pos                  |
| 1                    | Sarah Roy (AUS)       | 72.                  |
| 3                    | Jessica Allen (AUS)   | 71.                  |
| 4                    | Grace Brown (AUS)     | DNF-1                |
| 5                    | Moniek Tenniglo (NED) | 50.                  |
| 6                    | Alexandra Manly (AUS) | 78.                  |

| WNT-Rotor Pro Cycling WNT | WNT-Rotor Pro Cycling WNT     | WNT-Rotor Pro Cycling WNT |
| ------------------------- | ----------------------------- | ------------------------- |
| Num                       | Ciclista                      | Pos                       |
| 11                        | Lin Lea Teutenberg (GER)      | 19.                       |
| 12                        | Sarah Rijkes (AUT)            | 23.                       |
| 13                        | Lara Vieceli (ITA)            | 14.                       |
| 14                        | Gabrielle Pilote Fortin (CAN) | 64.                       |
| 15                        | Anna Badegruber (AUT)         | 61.                       |

| Tibco-Silicon Valley Bank TIB | Tibco-Silicon Valley Bank TIB | Tibco-Silicon Valley Bank TIB |
| ----------------------------- | ----------------------------- | ----------------------------- |
| Num                           | Ciclista                      | Pos                           |
| 21                            | Nicolle Bruderer (GUA)        | 89.                           |
| 22                            | Nina Kessler (NED)            | 4.                            |
| 23                            | Sharlotte Lucas (NZL)         | 28.                           |
| 24                            | Shannon Malseed (AUS)         | 66.                           |
| 26                            | Rozanne Slik (NED)            | 29.                           |

| Cogeas-Mettler-Look Pro Cycling Team CGS | Cogeas-Mettler-Look Pro Cycling Team CGS | Cogeas-Mettler-Look Pro Cycling Team CGS |
| ---------------------------------------- | ---------------------------------------- | ---------------------------------------- |
| Num                                      | Ciclista                                 | Pos                                      |
| 31                                       | Ekaterina Knebeleva (UZB)                | 54.                                      |
| 32                                       | Renata Baymetova (UZB)                   | 65.                                      |
| 33                                       | Gulnaz Khatuntseva (RUS)                 | 88.                                      |
| 34                                       | Olga Zabelinskaya (UZB)                  | 25.                                      |

| BTC City Ljubljana BTC | BTC City Ljubljana BTC   | BTC City Ljubljana BTC |
| ---------------------- | ------------------------ | ---------------------- |
| Num                    | Ciclista                 | Pos                    |
| 41                     | Mia Radotić (CRO)        | 16.                    |
| 42                     | Anastasia Chursina (RUS) | NP-2                   |
| 43                     | Urška Bravec (SLO)       | 55.                    |
| 44                     | Hayley Simmonds (GBR)    | 56.                    |
| 45                     | Monique van de Ree (NED) | 11.                    |
| 46                     | Maaike Boogaard (NED)    | 8.                     |

| Parkhotel Valkenburg PHV | Parkhotel Valkenburg PHV     | Parkhotel Valkenburg PHV |
| ------------------------ | ---------------------------- | ------------------------ |
| Num                      | Ciclista                     | Pos                      |
| 51                       | Lorena Wiebes (NED)          | 1.                       |
| 52                       | Esther van Veen (NED)        | 75.                      |
| 53                       | Femke Markus (NED)           | 80.                      |
| 54                       | Janine van der Meer (NED)    | 86.                      |
| 55                       | Meike Uiterwijk Winkel (NED) | 74.                      |

| Lotto Soudal Ladies LSL | Lotto Soudal Ladies LSL      | Lotto Soudal Ladies LSL |
| ----------------------- | ---------------------------- | ----------------------- |
| Num                     | Ciclista                     | Pos                     |
| 61                      | Annelies Dom (BEL) (estrada) | 42.                     |
| 62                      | Lotte Kopecky (BEL)          | 3.                      |
| 63                      | Danique Braam (NED)          | 24.                     |
| 64                      | Demi de Jong (NED)           | 17.                     |
| 65                      | Chantal Hoffmann (LUX)       | 73.                     |
| 66                      | Nguyễn Thị Thật (VIE)        | 35.                     |

| Massi Tactic MAT | Massi Tactic MAT                | Massi Tactic MAT |
| ---------------- | ------------------------------- | ---------------- |
| Num              | Ciclista                        | Pos              |
| 71               | Teresa Ripoll Sabate (ESP)      | 26.              |
| 72               | Mireia Benito (ESP)             | NP-2             |
| 73               | Noemi Ferre (ESP)               | 87.              |
| 74               | Elisabet Escursell Valero (ESP) | 81.              |
| 75               | Nekane Gomez (ESP)              | 85.              |
| 76               | Belén López (ESP)               | 32.              |

| Doltcini-Van Eyck Sport DVE | Doltcini-Van Eyck Sport DVE     | Doltcini-Van Eyck Sport DVE |
| --------------------------- | ------------------------------- | --------------------------- |
| Num                         | Ciclista                        | Pos                         |
| 81                          | Bryony van Velzen (NED)         | 13.                         |
| 82                          | Victoire Berteau (FRA)          | 22.                         |
| 83                          | Pascale Jeuland-Tranchant (FRA) | 10.                         |
| 84                          | Daniela Reis (POR) (estrada)    | 69.                         |

| sem equipe ___ | sem equipe ___     | sem equipe ___ |
| -------------- | ------------------ | -------------- |
| Num            | Ciclista           | Pos            |
| 85             | Kelly Markus (NED) | 18.            |

| Doltcini-Van Eyck Sport DVE | Doltcini-Van Eyck Sport DVE | Doltcini-Van Eyck Sport DVE |
| --------------------------- | --------------------------- | --------------------------- |
| Num                         | Ciclista                    | Pos                         |
| 86                          | Saartje Vandenbroucke (BEL) | NP-3                        |

| Minsk Cycling Club MCC | Minsk Cycling Club MCC     | Minsk Cycling Club MCC |
| ---------------------- | -------------------------- | ---------------------- |
| Num                    | Ciclista                   | Pos                    |
| 91                     | Nastassia Kiptsikava (BLR) | NP-2                   |
| 92                     | Taisa Naskovich (BLR)      | 36.                    |
| 93                     | Tatsiana Sharakova (BLR)   | 7.                     |
| 94                     | Hanna Tserakh (BLR)        | 41.                    |
| 95                     | Alina Abramenko (BLR)      | 38.                    |

| Hitec Products-Birk Sport HPU | Hitec Products-Birk Sport HPU  | Hitec Products-Birk Sport HPU |
| ----------------------------- | ------------------------------ | ----------------------------- |
| Num                           | Ciclista                       | Pos                           |
| 101                           | Lucy van der Haar (GBR)        | 5.                            |
| 102                           | Ingvild Gåskjenn (NOR)         | 30.                           |
| 103                           | Marta Tagliaferro (ITA)        | 6.                            |
| 104                           | Grace Garner (GBR)             | DNF-1                         |
| 105                           | Lonneke Uneken (NED)           | 15.                           |
| 106                           | Pernille Larsen Feldmann (NOR) | 37.                           |

| Servetto-Piumate-Beltrami TSA SER | Servetto-Piumate-Beltrami TSA SER | Servetto-Piumate-Beltrami TSA SER |
| --------------------------------- | --------------------------------- | --------------------------------- |
| Num                               | Ciclista                          | Pos                               |
| 111                               | Kseniya Dobrynina (RUS)           | 31.                               |
| 112                               | Anna Potokina (RUS)               | 52.                               |
| 113                               | Mónika Király (HUN)               | 43.                               |
| 114                               | Francesca Balducci (ITA)          | 51.                               |
| 115                               | Aleksandra Goncharova (RUS)       | 20.                               |
| 116                               | Markéta Hájková (CZE)             | 34.                               |

| Thailand Women's cycling team TWC | Thailand Women's cycling team TWC | Thailand Women's cycling team TWC |
| --------------------------------- | --------------------------------- | --------------------------------- |
| Num                               | Ciclista                          | Pos                               |
| 121                               | Chanpeng Nontasin (THA)           | 70.                               |
| 122                               | Jutatip Maneephan (THA)           | 2.                                |
| 123                               | Supaksorn Nuntana (THA)           | 48.                               |
| 124                               | Chaniporn Batriya (THA)           | 62.                               |
| 125                               | Phetdarin Somrat (THA)            | HD-1                              |
| 126                               | Sarocha Kamonkhon (THA)           | 53.                               |

| China Liv Pro Cycling GPC | China Liv Pro Cycling GPC | China Liv Pro Cycling GPC |
| ------------------------- | ------------------------- | ------------------------- |
| Num                       | Ciclista                  | Pos                       |
| 131                       | Zhao Xisha (CHN)          | 12.                       |
| 132                       | Wu Peixiao (CHN)          | 68.                       |
| 133                       | Li Jiaqi (CHN)            | 40.                       |
| 134                       | Siying Lu (CHN)           | 82.                       |
| 135                       | Pu Yixian (CHN)           | 33.                       |
| 136                       | Liang Hongyu (CHN)        | 83.                       |

| Lviv Cycling Team LCW | Lviv Cycling Team LCW    | Lviv Cycling Team LCW |
| --------------------- | ------------------------ | --------------------- |
| Num                   | Ciclista                 | Pos                   |
| 141                   | Oksana Kliachina (UKR)   | 79.                   |
| 142                   | Valeriya Kononenko (UKR) | 9.                    |
| 143                   | Olena Sharha (UKR)       | 46.                   |
| 144                   | Anna Nahirna (UKR)       | 47.                   |
| 145                   | Julia Biryukova (UKR)    | 49.                   |
| 146                   | Hanna Solovey (UKR)      | 27.                   |

| Team Illuminate ILU | Team Illuminate ILU     | Team Illuminate ILU |
| ------------------- | ----------------------- | ------------------- |
| Num                 | Ciclista                | Pos                 |
| 151                 | Kulacha Chairin (THA)   | 60.                 |
| 152                 | Tatiana Dueñas (COL)    | 77.                 |
| 153                 | Daphne Karagianis (USA) | 76.                 |
| 154                 | Jessenia Meneses (COL)  | 59.                 |
| 155                 | Alexandra Millard (USA) | DNF-2               |

| China CHN | China CHN  | China CHN |
| --------- | ---------- | --------- |
| Num       | Ciclista   | Pos       |
| 161       | Sun Jiajun | 21.       |
| 162       | Liu Zixin  | 39.       |
| 163       | Xiuyan Lu  | 45.       |
| 164       | Lu Mei     | 57.       |
| 166       | Yuan Sun   | 63.       |

| Hong Kong HKG | Hong Kong HKG  | Hong Kong HKG |
| ------------- | -------------- | ------------- |
| Num           | Ciclista       | Pos           |
| 171           | Yang Qianyu    | 67.           |
| 172           | Pang Yao       | 58.           |
| 173           | Leung Wing Yee | 44.           |
| 174           | Yin Yu Ma      | 90.           |
| 175           | Leung Hoi Wah  | DNF-2         |
| 176           | Sze Wing Ng    | 84.           |

Convenções:
- AB-N: Abandono na etapa N
- FLT-N: Retiro por chegada fora do limite de tempo na etapa N
- NTS-N: Não tomou a saída para a etapa N
- DES-N: Desclassificado ou expulso na etapa N

## UCI World Tour Feminino
O Tour da Ilha de Chongming outorgou pontos para o UCI World Tour Feminino de 2019 e o UCI World Ranking Feminino, incluindo a todas as corredoras das equipas nas categorias UCI Team Feminino. As seguintes tabelas mostram o barómetro de pontuação e as 10 corredoras que obtiveram mais pontos:
| Posição             | 1º  | 2º  | 3º  | 4º  | 5º | 6º | 7º | 8º | 9º | 10º | 11º | 12º | 13º | 14º | 15º | 16º-30º | 31º-40º |
| Classificação geral | 200 | 150 | 125 | 100 | 85 | 70 | 60 | 50 | 40 | 35  | 30  | 25  | 20  | 15  | 10  | 5       | 3       |
| Por etapa           | 25  | 20  | 18  | 16  | 14 | 12 | 10 | 8  | 6  | 4   |     |     |     |     |     |         |         |
| Líder               | 5   |     |     |     |    |    |    |    |    |     |     |     |     |     |     |         |         |

| Classificação |                    |                           |       |       |       |       |
| Posição       | Ciclista           | Equipo                    | Geral | Etapa | Líder | Total |
| ------------- | ------------------ | ------------------------- | ----- | ----- | ----- | ----- |
| 1.º           | Lorena Wiebes      | Parkhotel Valkenburg      | 200   | 75    | 10    | 285   |
| 2.º           | Jutatip Maneephan  | Thailand Women's          | 150   | 40    | -     | 190   |
| 3.º           | Lotte Kopecky      | Lotto Soudal Ladies       | 125   | 48    | -     | 173   |
| 4.º           | Nina Kessler       | Tibco-SVB                 | 100   | 40    | -     | 140   |
| 5.º           | Lucy Garner        | Hitec Products-Birk Sport | 85    | 48    | -     | 133   |
| 6.º           | Marta Tagliaferro  | Hitec Products-Birk Sport | 70    | 26    | -     | 96    |
| 7.º           | Tatsiana Sharakova | Minsk CC                  | 60    | 10    | -     | 70    |
| 8.º           | Maaike Boogaard    | BTC City Ljubljana        | 50    | -     | -     | 50    |
| 9.º           | Pascale Jeuland    | Doltcini-Van Eyck Sport   | 35    | 14    | -     | 49    |
| 10.º          | Zhao Xisha         | China Liv                 | 25    | 22    | -     | 47    |